# Forêt de Coubert
La forêt de Coubert est un massif forestier de plus de 1 800 hectares dont environ 375 hectares de forêt domaniale, situé en Seine-et-Marne.
Située sur le plateau briard, elle se trouve à 25 kilomètres au sud-est de Paris et à 10 km au nord de Melun.
Elle se situe pour moitié sur le territoire de la commune de Presles-en-Brie au nord et nord-est, le reste étant partagé entre Coubert au sud, Grisy-Suisnes au sud-ouest et Courquetaine au sud-est. Le massif forestier contigu à la forêt domaniale s'étend à l'ouest à Chevry-Cossigny et vers le nord à Gretz-Armainvilliers.

## Géographie

### Géographie physique

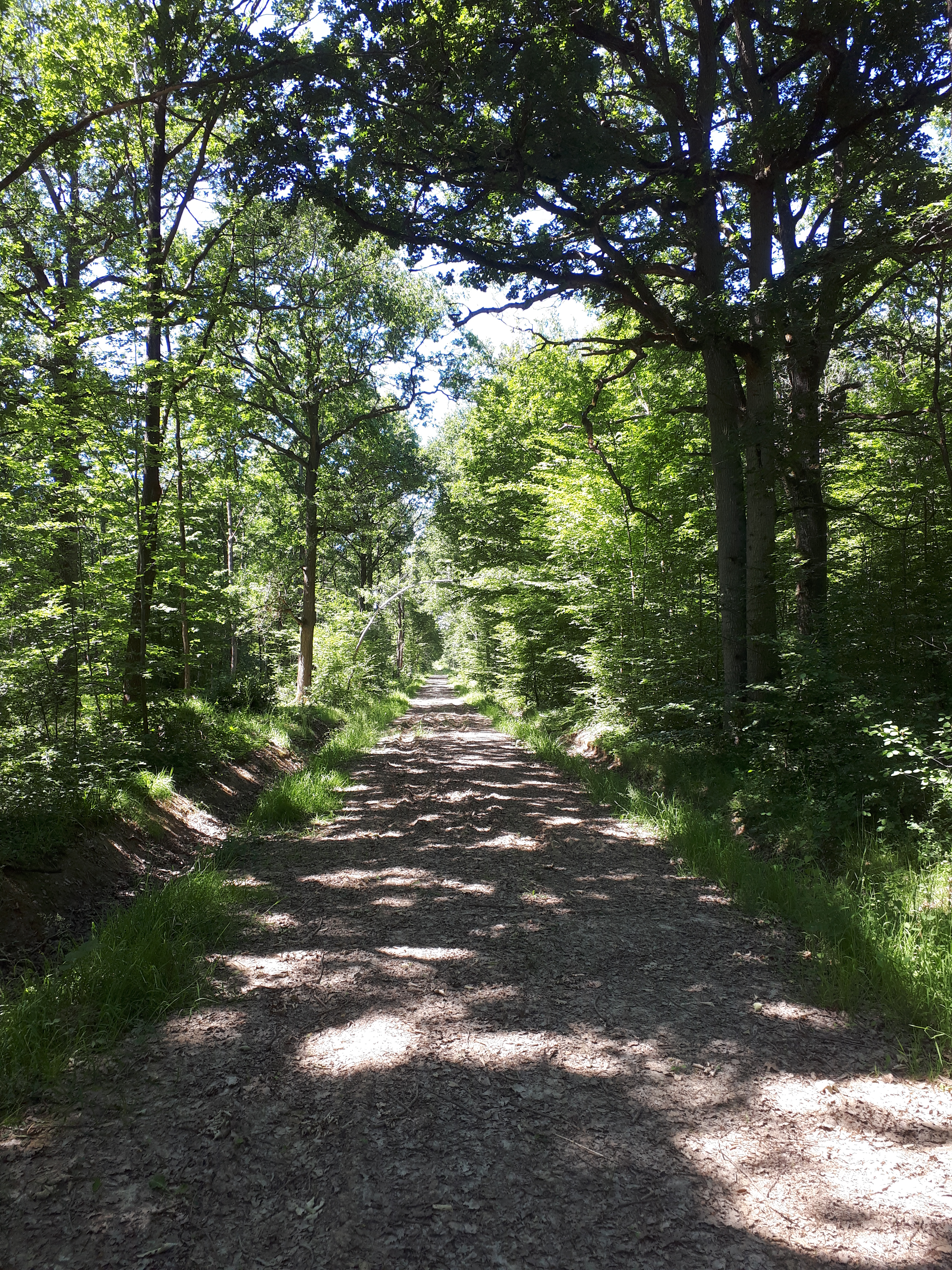
Allée principale du bois de Mertry.

La forêt de Coubert est située sur le plateau de la Brie. Elle se situe dans la partie sud de l'ancien massif couvrant la Brie occidentale comprenant les forêts de Crécy, Ferrières, Armainvilliers, Notre-Dame, etc.
La forêt domaniale de Coubert fait de nos jours partie d'un ensemble forestier plus vaste allant de Coubert et Courquetaine jusqu'aux grands massifs d'Armainvilliers et de Ferrières. Elle jouxte la forêt de la Léchelle située au nord, assurant une continuité forestière vers le nord entre Chevry-Cossigny et Gretz-Armainvilliers puis Roissy-en-Brie en direction de la forêt d'Armanvilliers malgré la présence de la RD 471 du nord au sud et surtout de la voie rapide de la RN 4 d'ouest en est ainsi que de la ligne de Paris-Est à Mulhouse-Ville (ligne E du RER d'Île-de-France et ligne P du Transilien). On y retrouve notamment la forêt communale de Chevry-Cossigny.
À l'opposé au sud-est vers l'est, une bande forestière rejoint les forêts de Liverdy-en-Brie (bois des Seigneurs), de Châtres et de Fontenay-Trésigny malgré la présence de la ligne de Paris-Est à Mulhouse-Ville et de la RN 36.
C'est une forêt autrefois compacte mais qui a été fragmentée en son cœur par la création en 1996 du triangle de l'interconnexion TGV qui a conduit à la destruction de dizaines d'hectares de boisements et bâti une coupure écologique infranchissable en l'absence de liaisons écologiques (pont ou tunnel franchissant les voies du TGV).
La forêt domaniale était l'origine composée de deux parties, une de 107 hectares au nord-ouest et une d'environ 400 hectares au sud-est séparées par le bois de la Renardière. Le triangle de l'interconnexion TGV fut établi au cœur de la grande partie, la scindant en quatre sous-parties : nord (95 hectares), est (72 hectares), centre (73 hectares) et sud (partie domaniale 28 hectares et parc de Coubert 72 hectares). La partie centrale à l'intérieur du triangle de l'interconnexion a pour seule ouverture vers l'extérieur un accès routier à la pointe sud donnant sur la RD 96.
La forêt domaniale de Coubert est divisée en 49 sections dont 4 sections se trouvent dans le couloir des lignes électriques, auxquelles s'ajoutent 14 sections appartenant à l'UGCAMIF (organisme de prévoyance sociale à régime général de la Sécurité sociale) dans le parc de Coubert jouxtant le centre de réadaptation de Coubert au sud de la forêt domaniale.
La forêt, qui constitue une importante masse boisée, se décompose en plusieurs bois : parc de Coubert, pointe des Glands, bois des Marais et bois de Courquetaine au sud, bois de la Petite Grange au centre, bois de Serviolles, bois de Mertry, bois des Marais et bois des Chartreux à l'est, les Quints, les Bruyères, bois de la Fonderie, les Renardières, bois des Souches, bois de la Chapelle, bois Bateau, forêt de la Léchelle, bois des Carrières, les Gaulis, la Gredonnière, bois de Maison Rouge, bois de la Butte, les Ventes aux Joncs, bois de l'Andouille, le Châtelet et le Pavé de Coubert au nord.
La forêt domaniale de Coubert est bordée par la RD 96 au sud-est, la RD 471 au nord-ouest et la ligne de Paris-Est à Mulhouse-Ville au nord-est. À l'instar de la plupart des autres forêts de la Brie, la forêt est découpée de manière géométrique par de nombreux chemins (allée des Princes, etc.).
La forêt est très plate, sans relief, le centre de la forêt culminant à 106 mètres d'altitude, avec des points bas à 100 mètres d'altitude au sud du parc de Coubert et 101 mètres d'altitude à l'ouest au niveau de la Barbançonne. Cette topographie favorise la présence de nombreuses mares.
La forêt de Coubert se situe intégralement dans le bassin de l'Yerres, affluent de la Seine en rive droite.
La partie nord et ouest du massif est drainée par la Barbançonne, venant de Gretz-Armainvilliers, coulant vers le sud à Presles-en-Brie le long de la RD 471 et appelé ru de Longuelet à Chevry-Cossigny, qui devient un ruisseau à la vallée marquée à Grisy-Suisnes et rejoint l'Yerres en aval de Suisnes.
La partie sud du massif est drainée par le ru de Fontaine qui passe à Coubert et rejoint l'Yerres à Soignolles-en-Brie.
La partie est du massif est drainée par la Marsange au niveau de Presles-en-Brie, qui rejoint l'Yerres à Ozouer-le-Voulgis.

### Géographie administrative

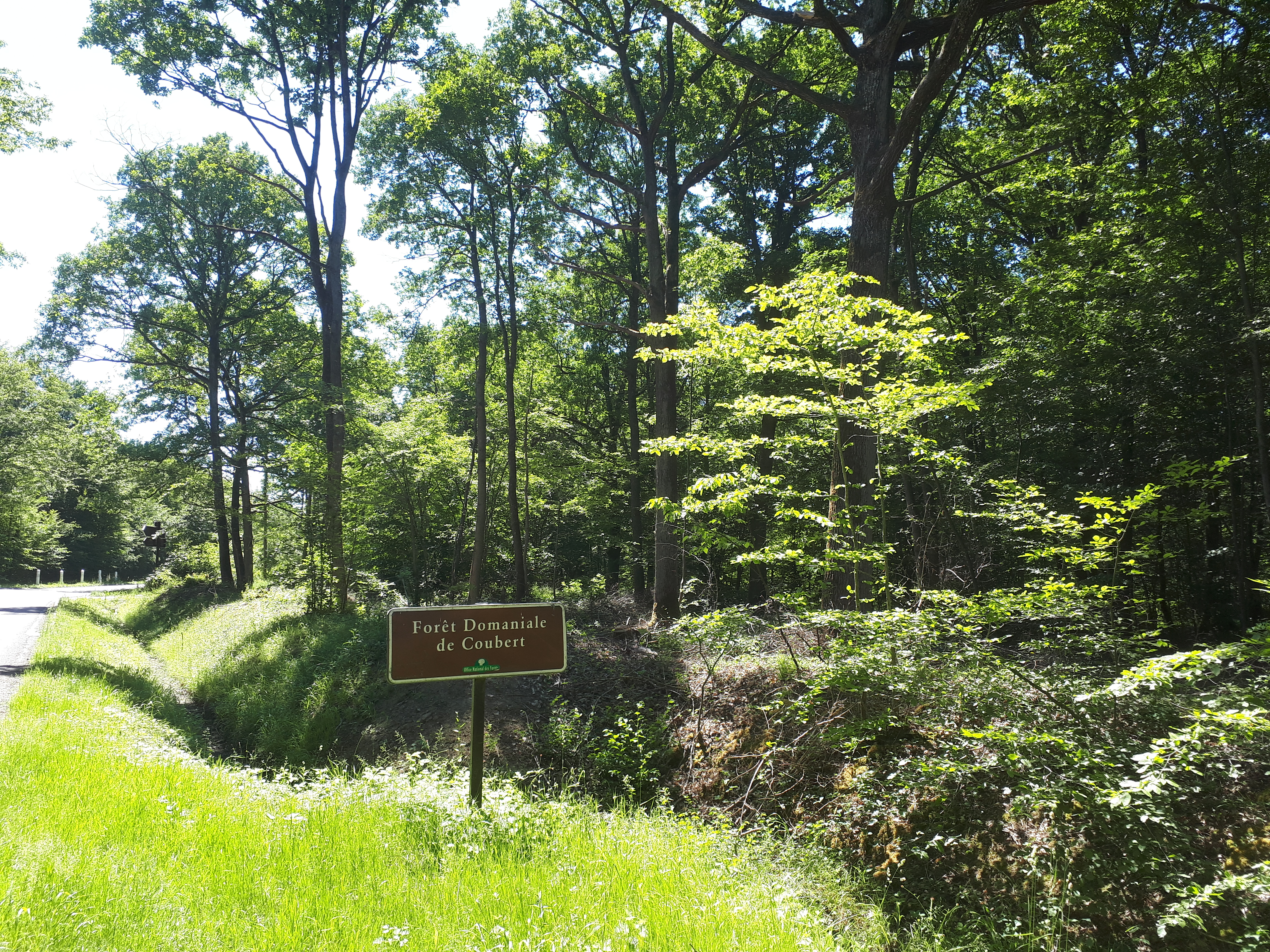
Panneau Forêt Domaniale de Coubert sur la D 96.

La forêt domaniale de Coubert s'étend sur quatre communes de Seine-et-Marne :
- Coubert ;
- Presles-en-Brie ;
- Grisy-Suisnes ;
- Courquetaine.

On retrouve plusieurs hameaux autour du massif forestier : Cossigny, la Petite Grange, Villepatour, etc.
Plusieurs châteaux se sont également implantés : la Grange le Roy, Coubert, Villepatour, la Marsaudière.

## Géologie
La forêt de Coubert repose sur le plateau calcaire briard, au sol peu perméable.
Le territoire a une assise de calcaire de Brie recouvert de limons. Les dalles de meulières enserrées dans le calcaire se décomposent en superficie formant une couche géologique imperméable et donnant donc naissance à des mares perchées sur le plateau au sein de la forêt domaniale de Coubert. Ces milieux recèlent une biodiversité riche et sont à protéger du fait de leur rareté et de leur intérêt écologique, mais ils sont parfois peu ou pas entretenus.

## Histoire
Jadis, la forêt de Coubert faisait partie intégrante de la vaste Brigia Sylva qui regroupait entre autres les actuelles forêts voisines de Malvoisine, Crécy, Ferrières, Armainvilliers et Notre-Dame.

## Faune et flore

### Flore

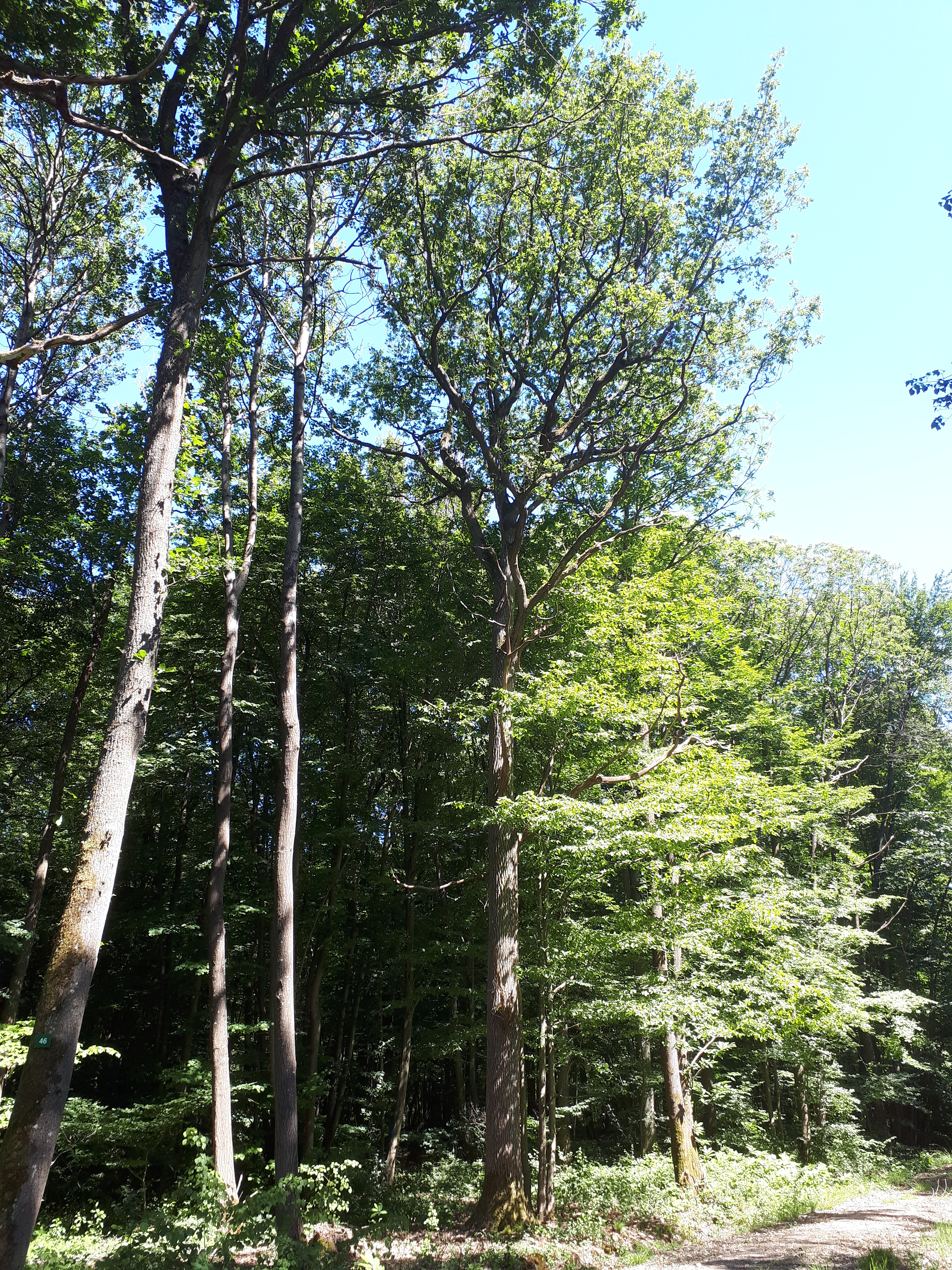
Chêne remarquable en forêt de Coubert.

La forêt de Coubert est constituée de feuillus d'essences variées, notamment le chêne, le charme commun et le hêtre commun.
La partie boisée de 344,51 hectares des forêts domaniales de Coubert, et de Châtres et Liverdy, est composée de chênes sessile et pédonculé (35%), châtaignier commun (26%), tilleul (14%), frêne commun (5%) et d'autres feuillus (20%). La forêt compte de nombreux arbres remarquables, notamment des chênes centenaires.
Les espèces déterminantes de la ZNIEFF sont la limoselle aquatique, la grande utriculaire, la lentille d'eau sans racines, la Polystic à frondes soyeuses (fougère à feuilles persistantes ou semi-persistantes)
La forêt abrite des milieux humides avec la présence de nombreuses mares à sphaignes (plantes aquatiques à l'origine de la tourbe) et mares à utriculaires  (plantes aquatiques carnivores). Certaines mares impactées par l'interconnexion ont été toutefois asséchées ou non entretenues.
L'ONF procède au renouvellement progressif des peuplements par l'utilisation d'une technique sylvicole de régénération respectant les classes d'âge. Elle permet de maintenir un équilibre entre arbres jeunes et âgés.
Dans le couloir des lignes électriques supportées par trois pylônes avec des câbles de 400 000 V et 225 000 V qui constituent un maillon essentiel du réseau national contournant l'est de l'agglomération parisienne, le gestionnaire RTE est chargé du fauchage régulier de la forêt sous les lignes électriques dans le cadre d'une gestion adaptée permettant le développement d'espèces végétales rares et protégées.

### Faune

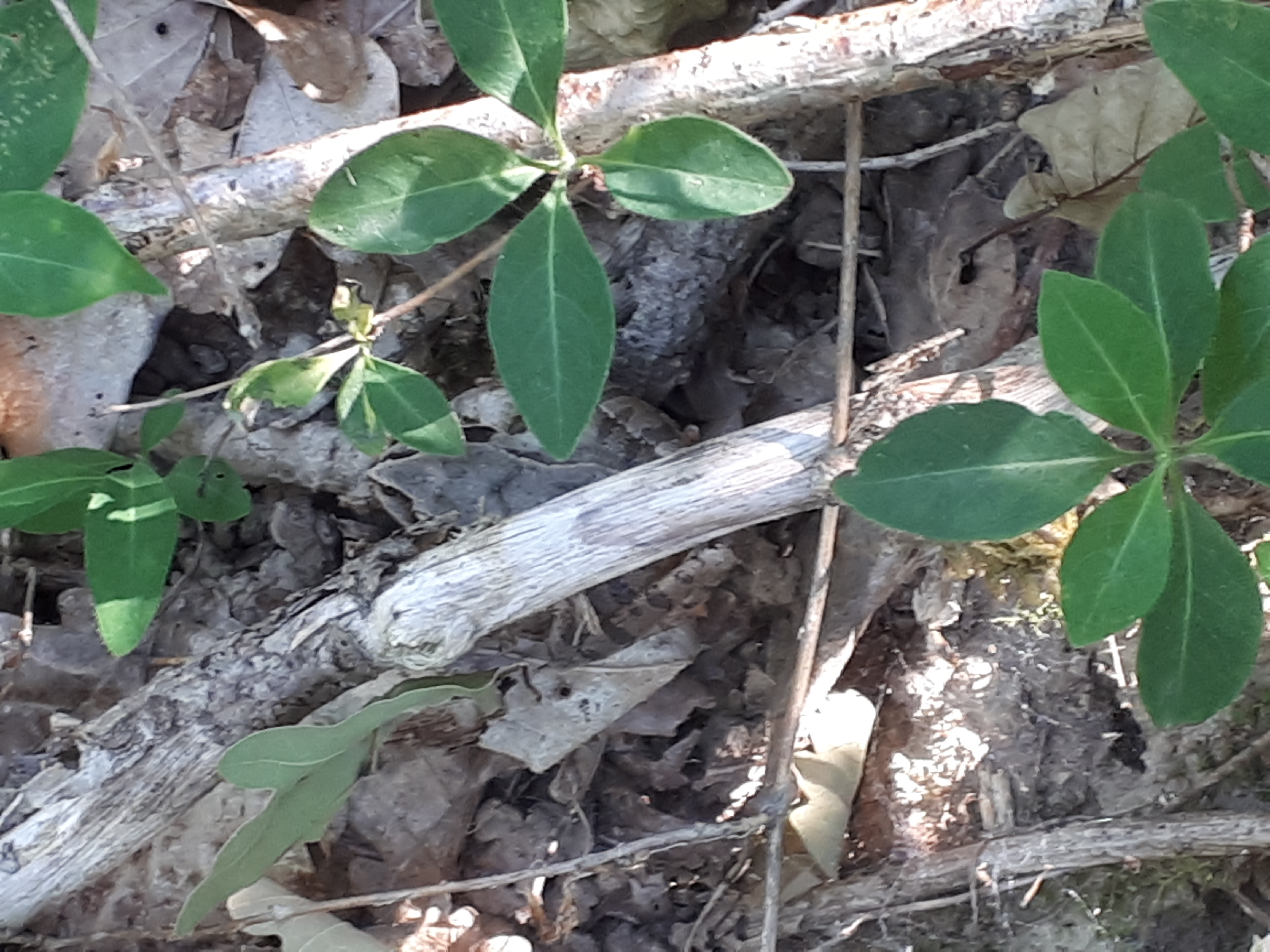
Grenouille en forêt de Coubert.

La faune est pour l'essentiel constituée de renards, sangliers, chevreuils, lièvres, faisans, perdreaux, etc.
La forêt compte également des oiseaux endémiques en Île-de-France comme les engoulevents chassant les insectes la nuit et des batraciens.
Les espèces déterminantes de la ZNIEFF sont la libellule fauve, la pie-grièche écorcheur et le lézard vivipare.

### Chasse
La chasse est pratiquée en forêt de Coubert.
Les accotements sont régulièrement élagués afin de préserver la faune entomologique et de mieux sécuriser les lignes de tirs lors des chasses.

## Gestion

### Gestion forestière

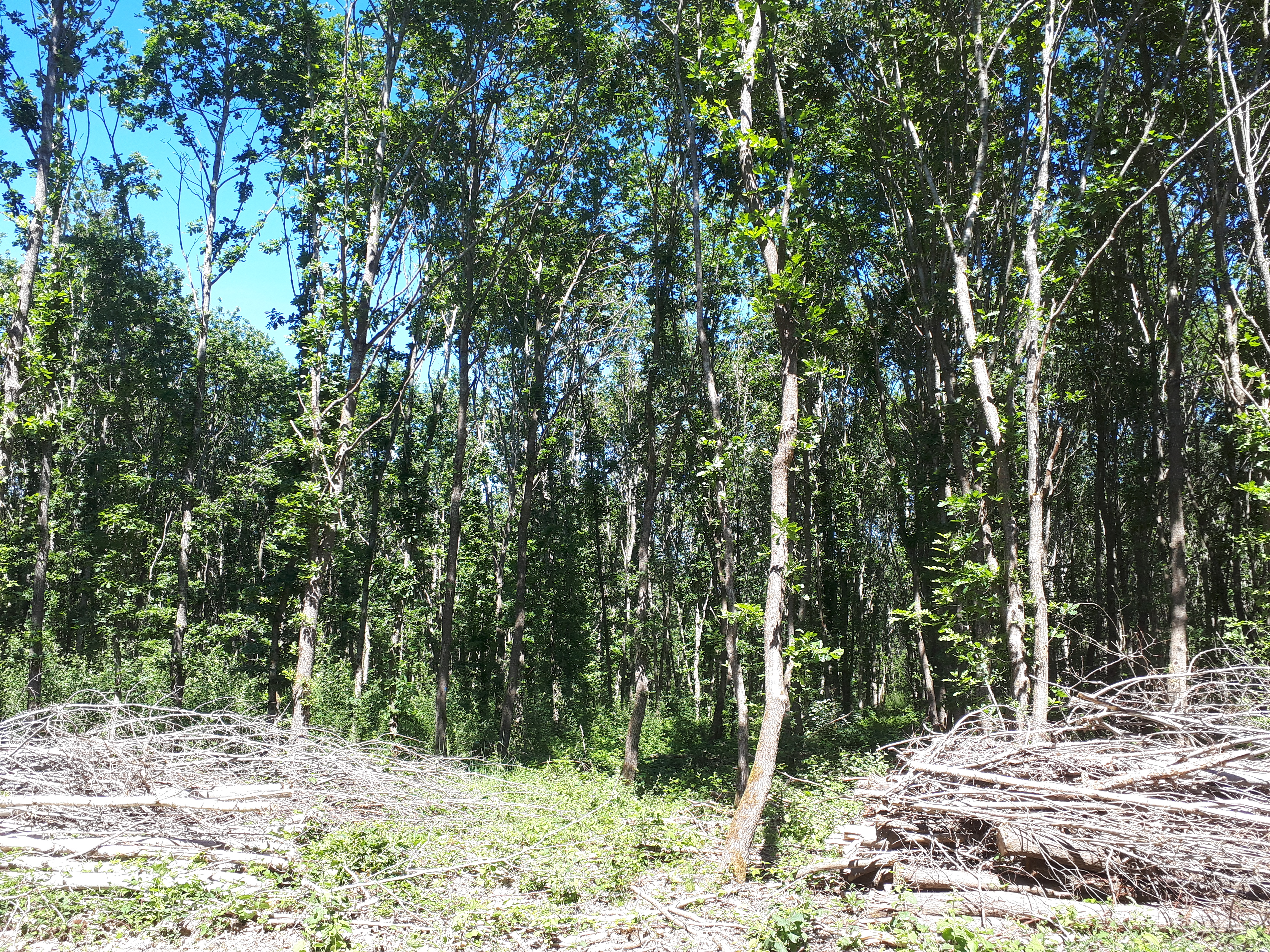
Jeunes plantations en forêt de Coubert.

Les forêts domaniales de Coubert, et de Châtres et Liverdy, d'un contenance totale de 458,14 hectares, font l'objet d'un unique aménagement groupé.
La forêt domaniale de Châtres et Liverdy est composée de trois petites parcelles isolées dont deux à Châtres et une à Liverdy-en-Brie.
L'ensemble comprend une partie boisée de 418,09 hectares. Le reste soit 40,06 ha, est constitué d'emprises diverses (lignes électrique et parking notamment).
Elles sont affectées en priorité à la fonction de production de bois, tout en assurant leur fonction écologique et sociale, dans le cadre d'une gestion durable.
L'ONF a pour mission d'assurer la pérennité du massif grâce à son entretien tout en garantissant un développement durable. Elle se doit de concilier l'intérêt sylvicole avec l'intérêt du public. En raison de la bonne fertilité des sols, la principale fonction qui est assignée à cette forêt est la production ligneuse de bois d’œuvre de qualité dont la vente aux exploitants forestiers couvre partiellement le financement de l'entretien et de la préservation du massif.
Cette mission est toutefois entravée dans la forêt domaniale de Coubert par la fragmentation du massif par l'interconnexion TGV. La forêt est de facto essentiellement destinée à la production sylvicole. La forêt est intensivement exploitée avec de nombreuses parcelles exclusivement composées d'alignements rectilignes de jeunes arbres.
La gestion forestière prend aujourd'hui en compte le développement durable, c'est-à-dire les enjeux biologiques et écologiques, ce qui n'était pas le cas il y a seulement trente ans. Plus spécifiquement dans le massif, les milieux écologiques spécifiques comme les mares sont protégées.
La forêt ne compte pas de maison forestière.
En 2021 et 2022, près de 19 000 plants (chênes et alisier torminal) sont plantés à l'aide du plan de relance pour "aider la forêt à s’adapter au changement climatique pour mieux l’atténuer". Ce plan a permis de renouveler des peuplements de frêne touchés par la chalarose.

### Gestion administrative
La forêt domaniale de Coubert est la propriété de l'État français, qui en délègue la gestion à l'ONF. L'État assure le financement de l'entretien mais les collectivités locales sont également associées aux décisions. Le Conseil départemental de Seine-et-Marne participe également à l'effort financier.
Les massifs forestiers franciliens sont soumis à d'intenses pressions foncières et urbaines. Ce n'est pas le cas de la forêt de Coubert située en zone rurale où l'habitat est peu dense et dispersé, hormis les secteurs de Roissy-en-Brie et Gretz-Armainvilliers dont les agglomérations s'étendent en milieu forestier (Domaine d'Armainvilliers et Bois Vignolles).
Les forêts de la Léchelle et de Coubert sont classées zone naturelle d'intérêt écologique, faunistique et floristique de type II d'une superficie de 2 069 hectares.

## Interconnexion TGV

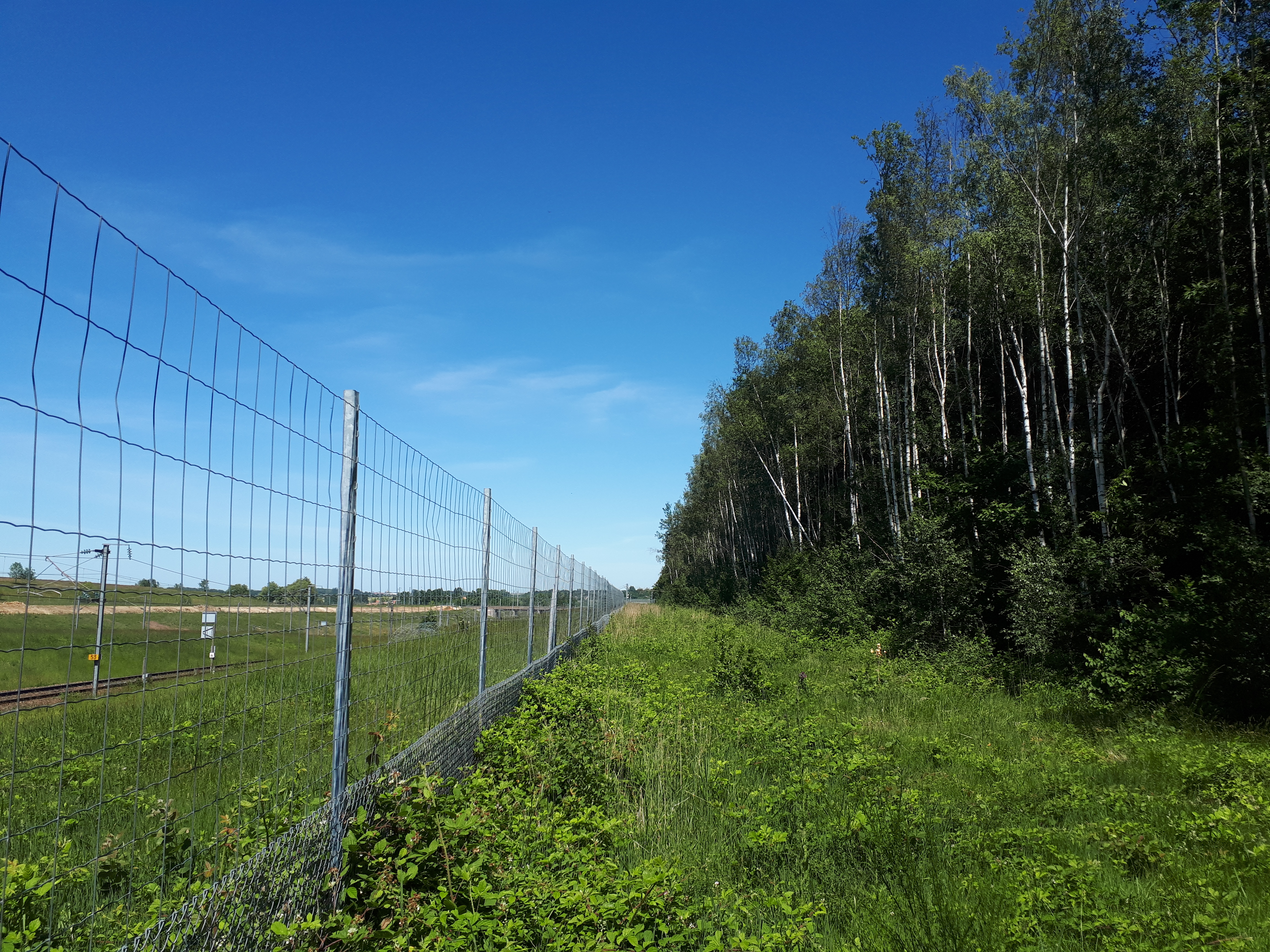
Lisière de la forêt de Coubert et interconnexion TGV.

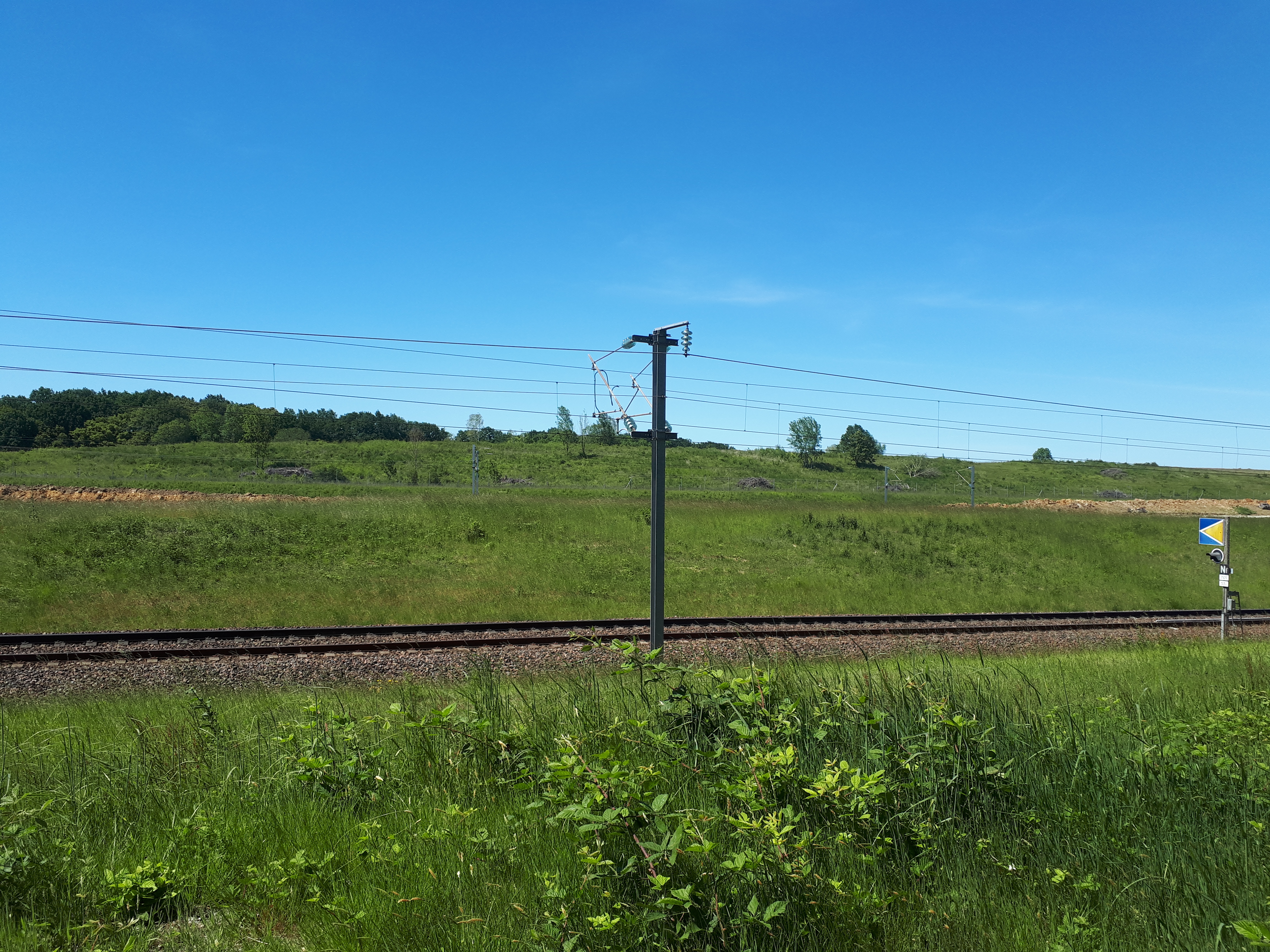
Butte artificielle de l'interconnexion TGV.

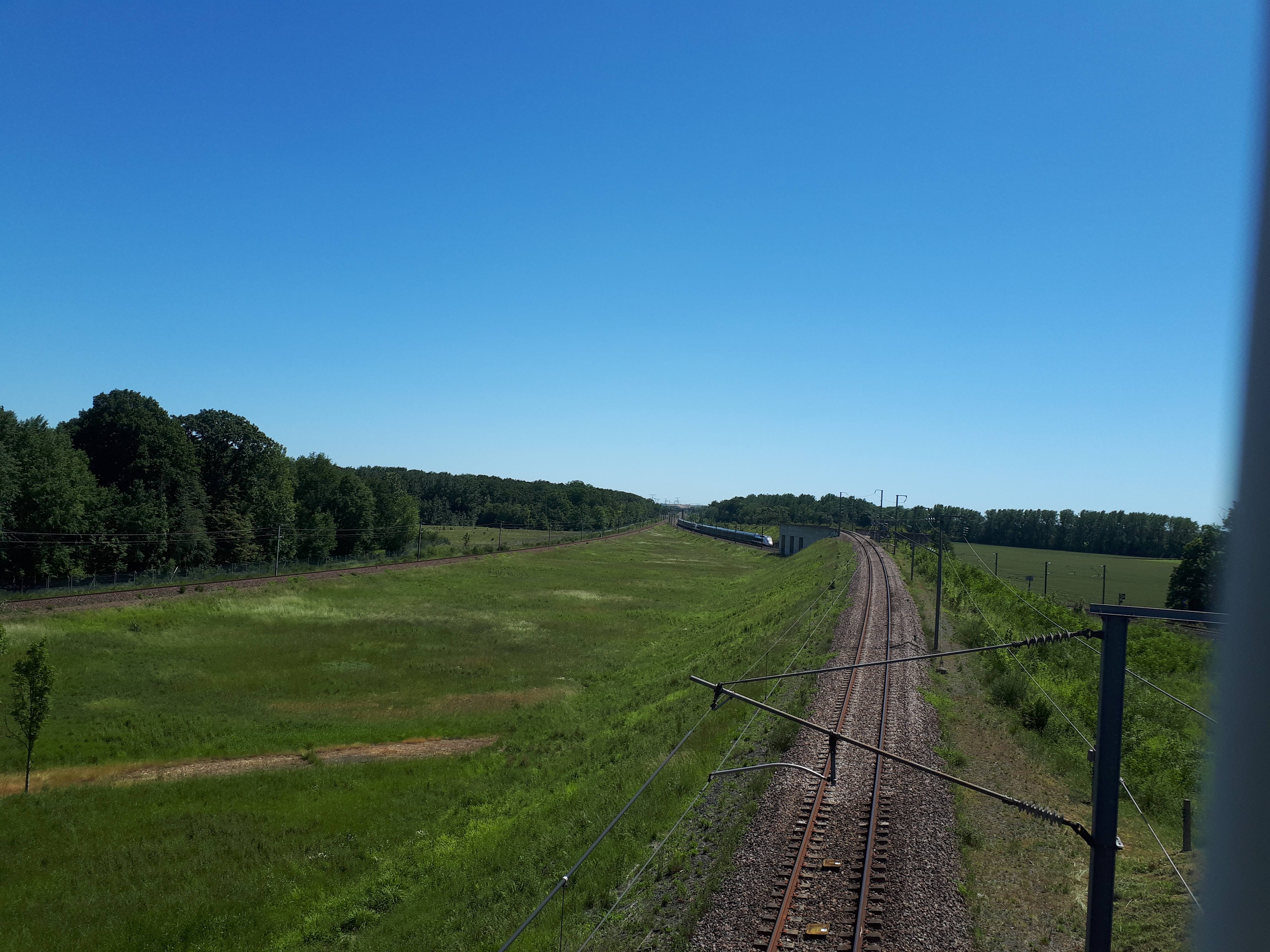
Passage du TGV à l'interconnexion TGV.

Le triangle de Coubert à Créteil et Valenton a été mis en service le 2 juin 1996. Il permet la jonction des réseaux Sud-Est, Nord et Atlantique.
La ligne se débranche de la LGV Nord à Moussy-le-Neuf et rejoint Coubert, où un barreau permet de rejoindre la LGV Sud-Est à Moisenay, la ligne traversant le secteur 4 de la ville nouvelle de Marne-la-Vallée. De Coubert, la ligne nouvelle relie d'une part Valenton et se reconnecte à la grande ceinture jusqu'à la gare de Massy - Palaiseau, où elle rejoint la LGV Atlantique, et d'autre part Créteil, pour se raccorder à la ligne classique Paris-Lyon. La longueur de la LGV Interconnexion en Île-de-France est de 104 km. Le récapitulatif des secteurs les plus sensibles et des mesures prévues met en évidence trois zones de Seine-et-Marne : forêt domaniale de Coubert, Villeneuve-Saint-Denis et Favières. Pour ces trois zones respectivement, des études complémentaires, des passages pour la faune et une restructuration forestière étaient prévus pour limiter l'impact de la ligne. Dans la zone de Coubert, l'impact attendu était le déboisement de 24 hectares environ (soit 10 % du couvert boisé) entraînant la disparition de très bonnes stations forestières et de peuplements ayant fait l'objet d'améliorations. Les déblais ont été accumulés au nord-est du triangle sur une ancienne zone forestière. La SNCF a fourni à l'ONF une compensation financière d’un montant de 3,6 MF correspondant à son engagement.
Le potentiel écologique du boisement a été notoirement réduit par l'interconnexion des voies ferrées des TGV. Ces voies ferrées en tranchées scindent le massif ; elles excluent tout passage de la faune terrestre et il n'y a pas sur le secteur d'aménagement pour la traversée des animaux. De ce fait, les grands mammifères voient leur aire de déplacement très réduite. Même si les oiseaux peuvent passer outre aux coupures des voies ferrées, ils sont dépendants d'une chaîne écologique qui est ici rompue. La seule richesse écologique qui peut subsister se localise aux lisières des massifs. C'est sur les franges du boisement que se développe bon nombre d'insectes qui débutent une chaîne écologique. Cependant l'absence de milieu humide et de clairière font que les lisières sont principalement en limite des champs et les traitements intensifs des cultures limitent fortement le développement entomologique. Aucun aménagement n'a été prévu à l'origine et n'est envisagé en 2020.
L'interconnexion dispose d'un poste électrique branché sur la ligne à très haute tension, ainsi que d'une antenne de télécommunications.

## Aménagement

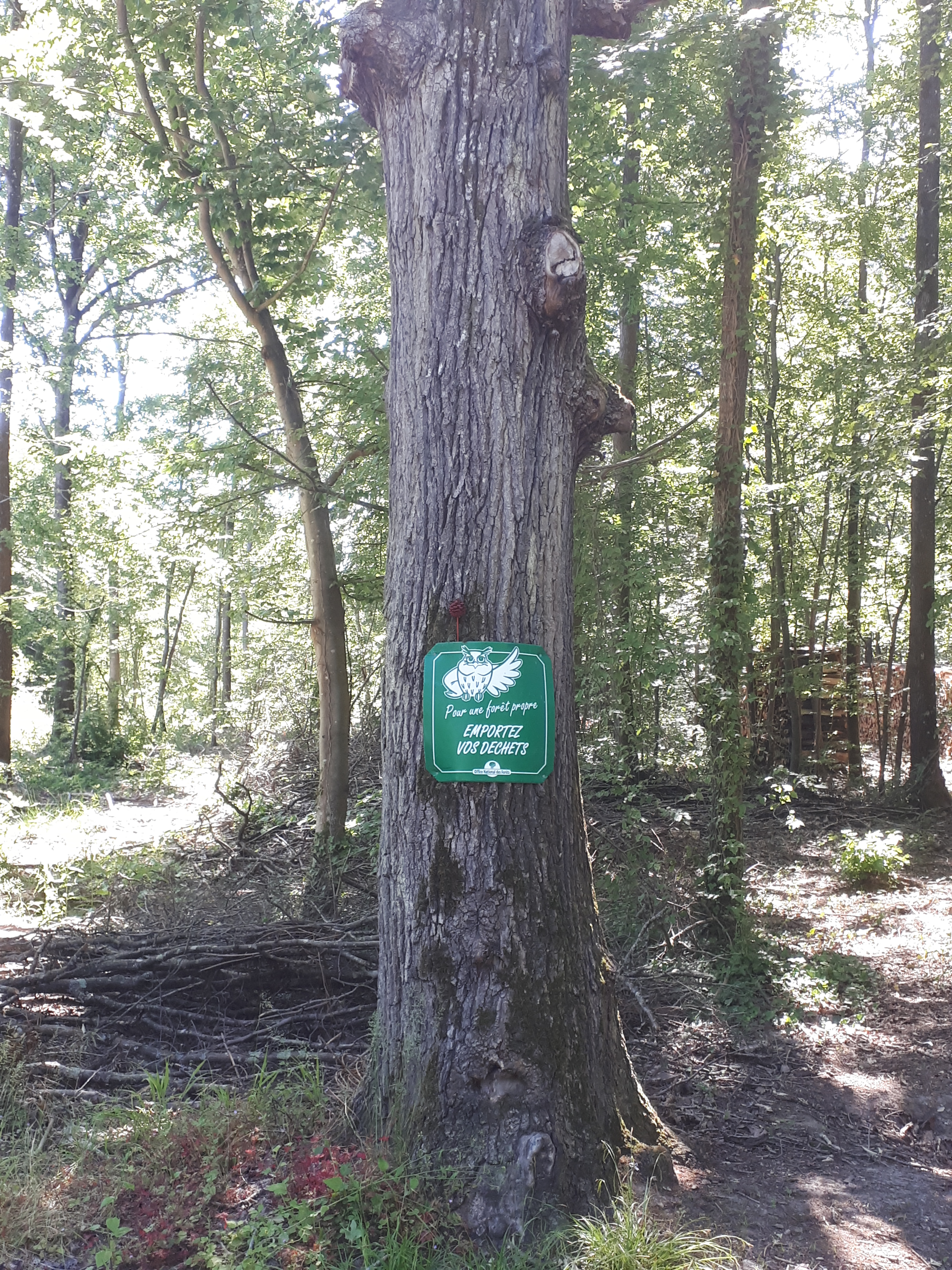
Panneau pour une forêt propre en forêt de Coubert.

La forêt de Coubert est sommairement aménagée pour le public. D'une part elle a été ruinée en son cœur par les lignes du TGV et les lignes électriques. D'autre part plusieurs sections sont non accessibles, notamment les parties de la forêt en propriété privée.
Deux accès sur la RD 96 vers les bois de Mertry et de Servolles à l'est et un accès sur la RD 471 situé à la limite de la forêt domaniale de Coubert et de la forêt de la Léchelle à l'ouest permettent toutefois de découvrir des parties bien préservées du massif.
La forêt accueille en périphérie au sud le parc du centre de réadaptation de Coubert et au nord les Golfs Clément Ader et golf de la Marsaudière.
Le château de la Grange le Roy dont le domaine de 75 ha était candidat en 2018 pour la réception des tonnes de terres générées par la construction du Grand Paris. Elles doivent permettre de revitaliser des terrains pollués impropre à la culture. Des milliers de m3 de terres polluées extraites du sous-sol sur lequel reposait l'ancienne usine à gaz du Landy avaient été charriées sur le site lors de la construction du Stade de France à Saint-Denis. La pollution existante sera confinée en déposant dessus 1,1 million de m3 de terre neutre issue des travaux du Grand Paris. La SAFER avait préempté le site dès 2012 à la demande de Grisy-Suisnes. Les terrains vont retrouver leur vocation agricole, une ferme pédagogique sera créée, la bâtisse va être réhabilitée et l'ensemble sera ouvert au public.

## Sociologie
La forêt de Coubert, située en zone rurale mais à proximité de plusieurs agglomérations comme Gretz-Armainvilliers et Tournan-en-Brie au nord ou Brie-Comte-Robert à l'ouest, reste peu fréquentée en raison de sa fragmentation, son accessibilité limitée et sa quasi-absence d'aménagement.